# Stephanuskirche (Hornau)

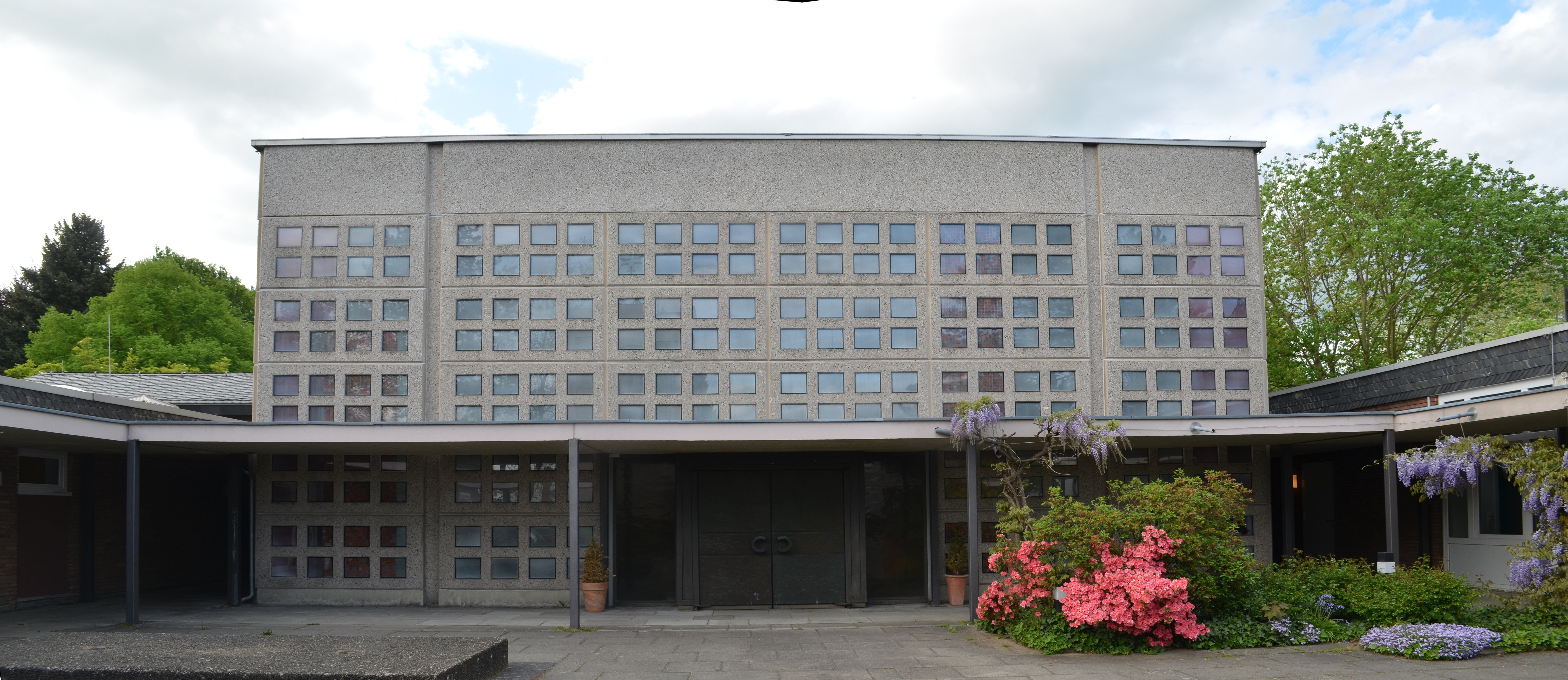
Kirchenfront

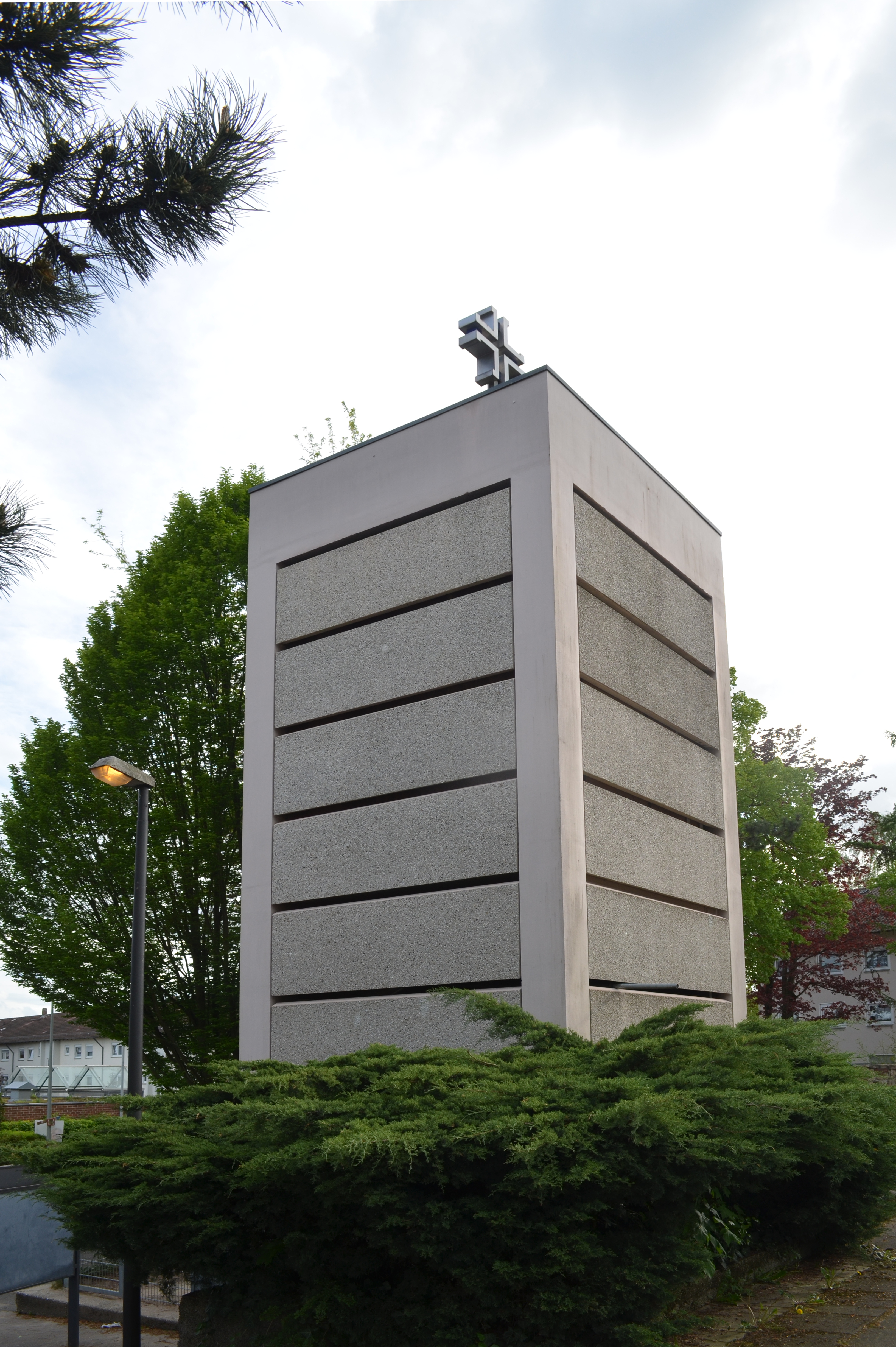
Kirchturm

Die Stephanuskirche in Hornau, einem Stadtteil von Kelkheim im Taunus wurde 1969 eingeweiht. Sie ist nach Stephanus, dem ersten christlichen Märtyrer, benannt.

## Geschichte
Mit dem Anwachsen der Zahl der Protestanten in Kelkheim nach dem Zweiten Weltkrieg wurde 1959 die Kirchengemeinde Kelkheim aus der bisherigen Kirchengemeinde Oberliederbach ausgegliedert. Schließlich wurde 1967 die Kirchengemeinde Kelkheim geteilt und die selbständige Kirchengemeinde Hornau entstand, deren erster Pfarrer Michael Frodien war.
Als Standort für eine neue Kirche wurde das Grundstück Am Flachsland 28–32 erworben. Mit den Planungen wurden Architekt Rolf Romero und dessen Partner Lothar Willius beauftragt, die eine Reihe moderner Kirchengebäude errichtet hatten.
Als Motiv für die Kirche wählte Romero das Neue Jerusalem aus der Offenbarung des Johannes:

„Die Stadt war viereckig angelegt und ebenso lang wie breit. Er maß die Stadt mit dem Messstab; ihre Länge, Breite und Höhe sind gleich“

„Die Stadt braucht weder Sonne noch Mond, die ihr leuchten. Denn die Herrlichkeit Gottes erleuchtet sie und ihre Leuchte ist das Lamm.“

Entsprechend plante Romero einen Kubus mit gleicher Höhe, Breite und Tiefe. Dies ließ sich jedoch nicht umsetzen. In der Umsetzung verblieb ein quadratischer Grundriss, die Höhe musste niedriger gewählt werden. Der quadratische Grundriss wurde bei der Gestaltung des gleich großen Vorplatzes wieder aufgegriffen. Rund um diesen Platz wurden Gebäude für Kindergarten, Gemeindehaus und Verwaltung geschaffen.

## Fenster
Die Fassade wird durch ein regelmäßiges Muster quadratischer Fenster gegliedert, die einerseits das Motiv des Quadrates aufnehmen und andererseits die Kirche zu einem lichtdurchfluteten Raum machen.
1989 wurden die Fenster durch den Künstler Karl-Martin Hartmann neu gestaltet. Der Lichtraum wird durch zwölf orange Stelen, die Himmelstore des Johannes gegliedert. Die Glaswände wurden in rote, violette und orange Farbfelder gegliedert. Einzelne Module der Scheiben wurden mit andersfarbigen Kreisvierten geschmückt. Diese Formen sollen an Edelsteine erinnern. Karl-Martin Hartmann griff damit erneut das Motiv der Offenbarung des Johannes auf.

„Die Grundsteine der Stadtmauer sind mit edlen Steinen aller Art geschmückt; der erste Grundstein ist ein Jaspis, der zweite ein Saphir, der dritte ein Chalzedon, der vierte ein Smaragd, der fünfte ein Sardonyx, der sechste ein Sardion, der siebte ein Chrysolith, der achte ein Beryll, der neunte ein Topas, der zehnte ein Chrysopras, der elfte ein Hyazinth, der zwölfte ein Amethyst.“